# Грин-карта
Грин-карта (также Зелёная карта, гринкард, англ. green card, официальное название United States Permanent Resident Card, или Form I-551) — удостоверение личности или так называемая идентификационная карта (основной вариант формы I-551), подтверждающая наличие у иностранца права на постоянное проживание и трудоустройство в США.  Некоторые иммигранты считают, что могут проживать за пределами США сколько угодно и сохранить свой статус постоянного жителя, если они возвращаются в США хотя бы раз в год, но это не так — если иммигрант покидает страну на слишком длительный период или иным образом демонстрирует, что он не собирается сделать США своим постоянным местом жительства, то статус постоянного жителя может быть утрачен.
Зелёными «грин-карты» были в период с 1946 по 1964 год и вернулись к этой цветовой гамме после очередного обновления дизайна 11 мая 2010 года. Зелёная карта выдаётся после достаточно долгого и дорогостоящего процесса сбора документов и подачи необходимых заявлений.
Основной канал получения права на постоянное проживание:
- воссоединение семей
- заключение брака с гражданином США
- работа при ходатайстве американского работодателя
- диверсификационная лотерея
- через получение политического убежища или статуса беженца

В последнее время количество заявок на получение права на постоянное проживание в США составляют до 5 миллионов человек в год, при среднем сроке удовлетворения заявления, достигающем 0,5—10 лет из-за резкого увеличения числа заявлений со стороны граждан из стран с большим населением, особенно Индии, Китая, Мексики и Филиппин. Квота на страну не должна превышать 7 % от общего числа иммигрантов в категории.

## Лотерея
Вид на жительство можно также выиграть в особой интернет-лотерее (диверсификационная лотерея, DV), которая каждый год проводится правительством США. Одна из целей лотереи — поощрять иммиграцию в США людей из стран, иммигранты из которых в США практически не представлены. Свыше 6,4 миллиона человек подали заявки на участие в лотерее в 2008 году. Учитывая членов семей заявителей, общее число участвующих достигло 10 миллионов. Основная масса из них — жители из развивающихся стран Африки (41 %) и Азии (38 %), 19 % из Европы, 2 % из Южной Америки. На первое место вышла Бангладеш с 1,7 млн. заявителей, за ней следует Нигерия с 684 тысячами. Уроженцы стран с большим представительством иммигрантов, а именно Бразилии, континентального Китая, Колумбии, Доминиканской Республики, Эквадора, Сальвадора, Гватемалы, Гаити, Индии, Ямайки, Мексики, Пакистана, Филиппин, Перу, Польши, Южной Кореи, Канады и Великобритании (кроме Северной Ирландии) и её колоний, Вьетнама в лотерее участие не принимали, потому что число иммигрантов из этих стран за последние 5 лет превышает 50 тысяч человек. Россия была снова допущена к участию в лотерее 2010 года (DV-2010).
В 2013 году период регистрации длился 30 дней — с 2 октября по 2 ноября (согласно записи на сайте: «The entry registration period for the 2015 Diversity Visa program (DV-2015) was between October 1, 2013 and November 2, 2013. All submission processing at this web site has finished.» — регистрация на лотерею 2015 года закончилась в ноябре 2013 года).
Попытки отмены лотереи имели своё место несколько раз, в бытность президентств как Джорджа Буша (в 2005, в 2007), так и Барака Обамы (в 2009, в 2013), однако особенно они усилились и начали активно обсуждаться с момента прихода в Белый дом Дональда Трампа. Уже с февраля 2017 года начали поступать сигналы от Республиканской партии США о необходимости отмены лотереи. В августе президент США Дональд Трамп сообщил, что готовит проект отмены лотереи Грин-карты.
31 октября 2017 года, Сайфулло Саипов, террорист и иммигрант из Узбекистана, выигравший в 2010 году в лотерею, совершил теракт в Нью-Йорке, убив и ранив несколько человек на своём пикапе. В этот же день президент США Дональд Трамп заявил, что приступает к процедуре полной отмены лотереи; это же убеждение он снова высказал, когда встречался со своей администрацией, объясняя свою позицию тем, что по этой лотерее в США приезжают «не самые лучшие люди». Трамп также добавил, что он готовит «сделку» для Конгресса США ради отмены лотереи.
В 2020 году, в связи с пандемией COVID-19, многие победители лотереи столкнулись с невозможностью продолжить стандартный процесс получения визы и уложиться в отведенный срок до 30 сентября 2020 года. С целью повлиять на ситуацию, миграционные юристы Кюртис Моррисон и Рафаел Урена объявили публичное судебное дело по принуждению чиновников к действию (mandamus case).

### Мошенничество с лотереей
В интернете существуют мошеннические сайты, которые выдают себя за лотерею Green Card или за её представительства. Основными признаками распознания мошенников могут служить следующие:
1. У подлинной лотереи нет официальных центров или представительств. Единственный официальный сайт — https://dvprogram.state.gov/
2. Регистрация в подлинной лотерее бесплатна.
3. Организаторы подлинной лотереи не связываются с участниками ни по телефону, ни по электронной почте.

## История
Первые «зелёные карты» были белыми и появились в результате акта о регистрации иностранцев (Alien Registration Act, AR-3) 1940 года. Первоначально принятый как средство национальной обороны, Акт требовал регистрации от всех иностранцев. Они могли сделать это в почтовых отделениях, и их регистрационные формы отправлялись в Службу иммиграции и натурализации (INS). Акт регистрации иностранцев не разделял иностранцев на легальных и нелегальных. Все были легальными, и все были зарегистрированы. После обработки полученных форм INS отправляла иммигрантам квитанции, а по существу, это и были первые «зеленые карты» (хотя имели совершенно другой цвет).
После Второй мировой войны иммиграция возобновилась в больших масштабах, однако регистрация иностранцев больше не производилась в почтовых отделениях, а стала частью обычной процедуры оформления иммиграционных документов. Это позволило INS избавиться от огромного количества форм и работать с иммигрантами с большей эффективностью. Именно тогда и появились настоящие «зелёные карты». Существовали различные типы иммигрантов — рабочие, студенты, преподаватели и др., и каждый имел свой регистрационный документ (permit) с зафиксированным в нём иммиграционным статусом. Те иммигранты, которым посчастливилось получить разрешение на постоянное проживание в США, получали зелёные квитанции, или, другими словами, зелёные карты.
Со вступлением в силу в 1950 году закона «О внутренней безопасности» новые правила заменили AR-3 формой I-151. За свой цвет форму I-151 окрестили green card (зелёная карта), поскольку официальное название — Alien Registration Receipt Card Form I-151 — было чересчур громоздким. Это была первая и последняя зелёная регистрационная карта, существовавшая с 1946 по 1964 годы.
Из-за большого числа подделок формы I-151 с 1964 по 1977 годы было выпущено двенадцать других её модификаций, однако ни одна из них уже не была зелёного цвета, но термин green card так и закрепился за этим документом. В 1977 году появилась пластиковая форма I-551, читаемая компьютером, которая с некоторыми усовершенствованиями используется по сей день. С 1989 года на этой форме появилась новая графа со сроком действия — карта теперь выдавалась на 10 лет, после чего её надо было заменить на более современную и защищённую. В декабре 1997 года вышла очередная модификация, за которой последовал последний по состоянию на июль 2014 года ре-дизайн 11 мая 2010 года. Форма получила защищённую голограмму, оптическую память и стала одним из самых защищённых идентификационных документов в мире.
При Дональде Трампе были установлены ограничения на выдачу грин-карт, установив, что как негативные факторы при рассмотрении заявки на грин-карту рассматриваются следующие обстоятельства:
- Наличие у претендента «заболевания, которое может потребовать серьезного лечения» и «помешать иностранцу обеспечивать себя, посещать школу или работу», а также отсутствие у претендента достаточных средств для оплаты лечения подобного заболевания;
- Отсутствие у претендента частной медицинской страховки;
- Недостаточный уровень владения английским языком претендентом, не позволяющий «выйти на рынок труда»;
- Пользование претендентом льготным медстрахованием Medicaid;
- Участие претендента в программе получения продуктовых талонов и льготной покупки жилья.

Вступление в силу этих ограничений должно было произойти в середине октября 2019 года, но было приостановлено судами на территории США. Верховный суд США в январе 2020 года отменил решение суда Нью-Йорка о приостановке вступления в силу этих ограничений на территории США. 21 февраля 2020 года Верховный суд США отклонил иск о приостановлении вступления в силу этих поправок на территории штата Иллинойс. С 24 февраля 2020 года ограничения Трампа на выдачу грин-карт вступили в силу.

## Программа «Uniting for Ukraine»
21 апреля 2022 года администрация Байдена объявила об упрощённой системе иммиграции в США для граждан Украины.
Условия участия в программе:
- Проживание на территории Украины до 11 февраля 2022 года;
- Наличие друзей или родственников в США, которые готовы выступить поручителем;
- Находиться в статусе беженца на момент подачи заявки.

Виза выдаётся на два года, с ней можно проживать и работать, но по ней нельзя получать пособия. По окончании срока действия визы можно будет сменить свой статус нахождения в США.